# ادونتست

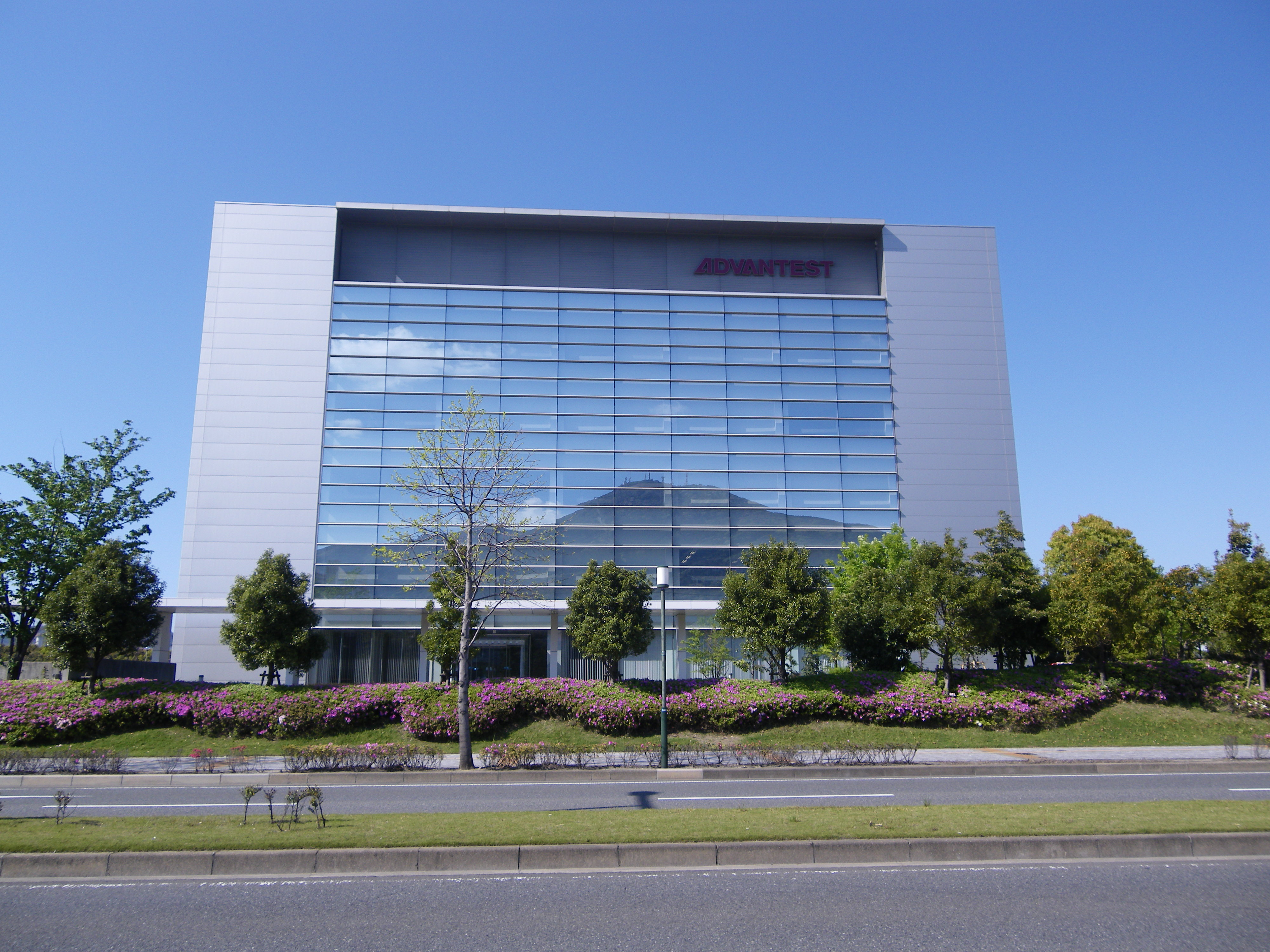
مرکز تحقیق و توسعه شرکت ادونتست، در کیتاکیوشو، فوکوئوکا

ادونتست (به ژاپنی: 株式会社アドバンテスト) شرکت الکترونیکی ژاپنی است، که در زمینه تولید نیم‌رساناها، تجهیزات انبارش داده‌های کامپیوتری، طرح‌نگارهای الکترونی، ابزارهای خودکارسازی و اندازه‌گیری فعالیت می‌کند.
شرکت ادونتست در سال ۱۹۵۴ تأسیس شد. دفتر مرکزی این شرکت در شهر چیودا، توکیو، ژاپن قرار دارد و بخشی از سهام آن در بازار بورس نیویورک و بورس توکیو معامله می‌شود. مستر تراست بانک با ۱۲٫۵ درصد، فوجیتسو با ۱۰٫۱ درصد و ژاپن تراستی سرویس بانک با در اختیار داشتن ۶٫۶ درصد از سهام ادونتست، بزرگترین سهام‌داران آن به‌شمار می‌آیند.